# B. Traven
B. Traven, někdy též Bruno Traven (asi 1882 nebo 1890, Schwiebus – asi 26. března 1969, Ciudad de México) je pseudonym německého spisovatele, autora napínavých sociálně laděných románů s kritickým postojem vůči kapitalismu odehrávajících se především v Mexiku. Přes velikou popularitu jeho děl (byla přeložena do třicet dvou jazyků a mnohá z nich byla zfilmována) se mu dařilo po celý život úspěšně tajit svou identitu a ta není dodnes uspokojivě objasněna. Neochotu poskytnout informace o svém životě vysvětlil Traven svým slavným citátem: „Biografie tvůrčího spisovatele je nedůležitá. Nelze-li člověka poznat v jeho díle, je bezcenný buď člověk, nebo to dílo.“

## Život
Podle nejrozšířenější hypotézy bylo jeho skutečné jméno Hermann Otto Albert Maximilian Feige, který později vystupoval pod jménem Berick Torsvan Traven, a který se narodil 23. února nebo 25. února roku 1882 v Schwiebusu (dnes Świebodzin v Polsku). Jako datum narození se však také uvádí 3. květen roku 1890 a jako místo narození Chicago nebo San Francisco, přičemž by v těchto případech měl být synem německých přistěhovalců.
Před první světovou válkou působil Traven pod jménem Ret Marut (nebo též Richard Mauerhut nebo Fred Marhut) jako herec v různých německých městech. V letech 1917–1921 vydával v Mnichově (od roku 1919 ilegálně) anarchisticky a protivládně zaměřený časopis Der Ziegelbrenner, do kterého si psal články sám. Roku 1919 se podílel na vedení proletářské revoluce v Bavorsku, po její porážce byl zatčen, podařilo se mu však uprchnout do Vídně. V roce 1923 se pokusil dostat do Ameriky přes Anglii a strávil nějaký čas ve vězení v Londýně jako cizinec bez povolení k pobytu (zde právě uvedl, že se jmenuje Feige).
V roce 1924 se mu podařilo vystěhovat se do Mexika, kde nejprve vykonával příležitostná povolání na indiánském venkově (česač bavlny, lovec, dělník na ropných polích) a později se usadil jako úspěšný spisovatel v Mexico City. Roku 1925 vyšel v Německu jeho první román Česači bavlny (Die Baumwollpflücker), v roce 1926 Loď mrtvých (Das Totenschiff) a o rok později další román Poklad na Sierra Madre (Der Schatz der Sierra Madre). Ve svém díle se snažil o zpodobnění patriarchálního, ale zcela neidylického života vykořisťovaných mexických indiánů. Na pozadí surové krásy džungle popisoval kruté zotročení indiánských i bělošských námezdních dělníků. Vlastní příběhy pak doplňoval komentáři obsahujícími společenskopolitické, anarchistické i revoluční myšlenky vztahující se na problematiku moderního světa vůbec. Traven posílal svá díla německým nakladatelům z Mexika poštou, přičemž jako zpáteční adresu uvedl PO box 973 B.Traven, Tampico, Tamaulipas.  Všechna díla byla psána německy, ale brzy byla přeložena do mnoha jazyků. Mezinárodní úspěch vzbudil zájem o osobu autora, avšak ten o sobě odmítal prozradit jakékoliv informace.
Díla B. Travena se také těšila rostoucí oblibě v Mexiku. Velkou měrou k tomu přispěla Esperanza López Mateosová, sestra pozdějšího mexického prezidenta Adolfa Lópeze Mateose, která byla jeho překladatelkou, spolupracovnicí a blízkou přítelkyní. Poté, co byly roku 1933 jeho knihy v Německu zakázány, publikoval ve Švýcarsku. Svá zásadní literární díla vytvořil do roku 1939, kdy vydal poslední román z cyklu Caoba (Mahagonový cyklus). Poté napsal několik povídek, včetně novely Macario, kterou New York Times v roce 1953 označily za nejlepší povídku roku.
V roce 1947 natočil americký režisér John Huston film Poklad Sierra Madre podle stejnojmenného Travenova románu. Úspěch filmu oživil zájem o odhalení identity autora předlohy, především v USA. Časopis Life vypsal za jeho objevení odměnu 3000 dolarů. Existuje legenda, že překladatel Hal Croves, který se při natáčení v Mexiku prokázal plnou mocí od B.Travena a byl přítomen jako technický poradce, byl samotný spisovatel.
Roku 1951 Traven získal mexické státní občanství. Zemřel 26. března roku 1969 v Mexico City. Přál si, aby jeho popel byl rozptýlen nad pralesem ve státě Chiapas.

### Hypotézy o identitě

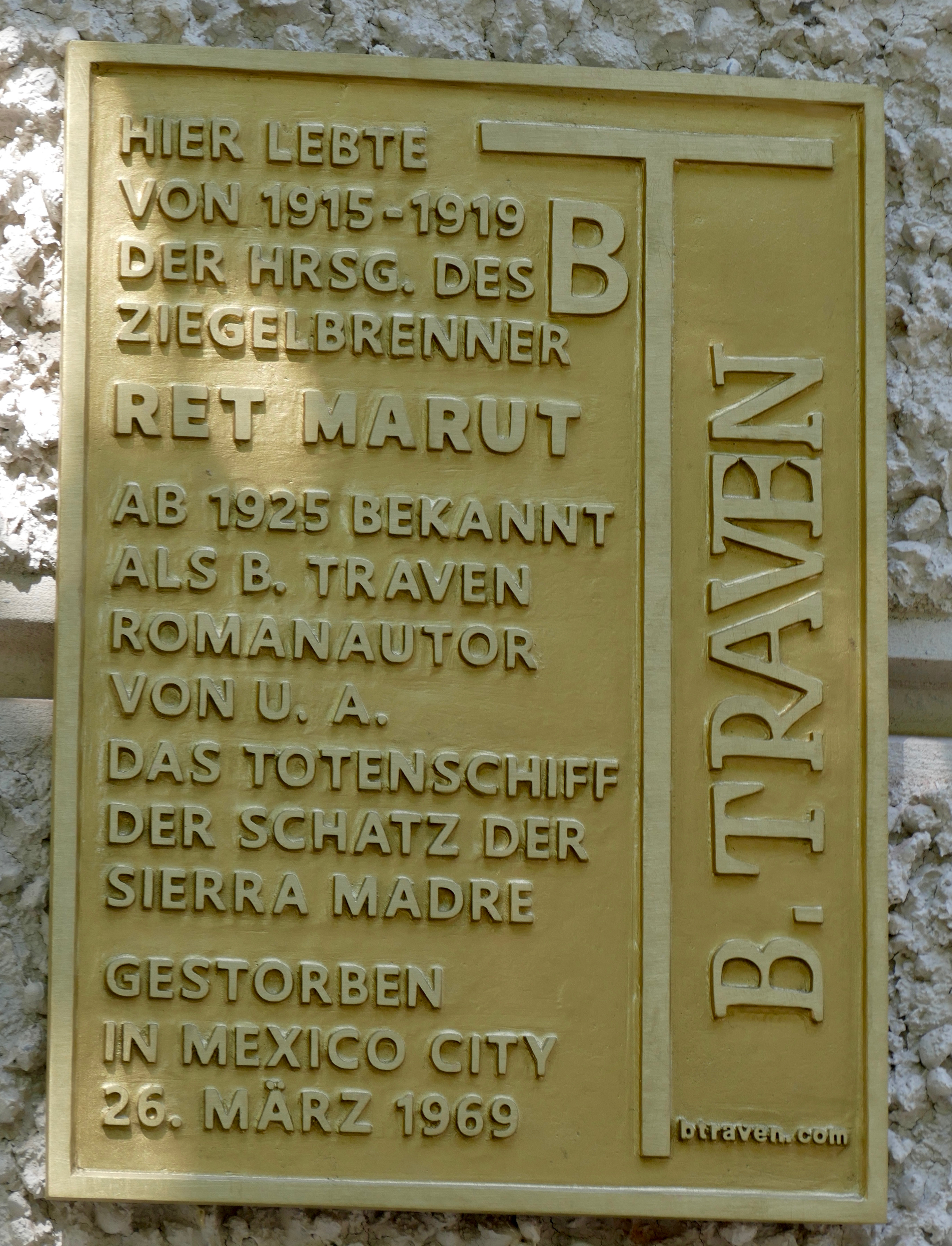
Pamětní deska na domě, ve kterém žil B.Traven v Mnichově

Existuje řada dalších hypotéz o identitě B. Travena, z nichž některé jsou značně fantastické:
- Šlo o nemanželského syna německého císaře Viléma II.,[6]
- Traven byl americký spisovatel Jack London, který jen předstíral sebevraždu,[7]
- Traven byl americký spisovatel Ambrose Bierce, který v roce 1913 odešel do Mexika, aby se zúčastnil mexické revoluce a tam beze stopy zmizel,[7]
- Traven byl český spisovatel Arthur Breisky, který nehodu, při které přišel o život, jen předstíral.[8]
- Traven žil v Mexiku pod jménem Traven Torsvan a provozoval hostinec poblíž Acapulca.[9]
- Traven byl nemanželským synem zakladatele firmy AEG Emila Rathenaua a tedy nevlastním bratrem politika Waltera Rathenaua. Jeho skutečné jméno je Moritz Rathenau.[10]

Serióznější a vědečtější přístup k pátrání po Travenově totožnosti započal až v 70. letech 20. století. V roce 1971 byl v NSR zveřejněn první spisovatelův životopis, který napsal Rolf Reckangel. Na základě podrobné analýzy stylu a srovnáním vyjadřovaných názorů B.Travena a redaktora německých revolučních novin Reta Maruta (Marutha) dospěl k názoru, že se může jednat o téhož autora. Stejný názor zastávali například i jeho spolubojovníci z období Mnichovské republiky rad nebo novinář E.E.Kisch. Sám Traven se údajně před smrtí přiznal své manželce Rose Eleně Lujánové, že byl v mládí anarchistickým revolucionářem Retem Marutem. 
Z této hypotézy vycházeli dva novináři BBC Will Wyatt a Robert Robinson, kteří při sledování osudu Reta Maruta nalezli dokumenty z jeho zatčení v Anglii v roce 1923. Když byl vyslýchán londýnskou policií, Marut vypověděl, že jeho skutečné jméno je Hermann Otto Albert Maximilian Feige a že se narodil 23. února 1882 ve Schwiebusu. V prosinci 1978 BBC vysílala o Travenovi dokumentární film a Wyatt vydal knihu s názvem Muž, který byl B. Traven.

### Osobní život
V roce 1909 se v divadle v Crimitschau seznámil s herečkou Elfriedou Zielkeovou, v roce 1912 se jim narodila dcera Irena. Další partnerkou a spolupracovnicí při vydávání časopisu Der Ziegelbrenner byla herečka Irena Aldová-Mermetová. Při pobytu v Mexiku žil několik měsíců u indiánské učitelky Maríi de la Luz Martínezové, která se starala o opuštěné indiánské děti. Z honorářů za vydané romány pak koupil dům v parku u Acapulca, kde spolu nějaký čas žili. V roce 1940 se seznámil s Esperanzou López Mateosovou, sestrou budoucího mexického prezidenta Adolfo López Mateose, která se stala jeho sekretářkou, překladatelkou jeho děl do španělštiny a zplnomocněnkyní. Travenova autorská práva v Evropě hájil až do své smrti v roce 1960 Josef Wieder, vedoucí vydavatelství Büchergilde Gutenberg v Curychu. Po smrti Mateosové nastoupila na její místo Rosa Elena Lujánová, která se podílela na vydávání ve Švýcarsku vycházejícího časopisu BT-Mitteilungen a v roce 1956 uveřejnila španělský překlad tří Travenových povídek, zfilmovaných v témže roce pod názvem Canasta de cuentos mexicanos. V roce 1957 se Rosa Elena Lujánová stala jeho manželkou a podle závěti na ni přešla po Travenově smrti všechna práva.

## Dílo
- An das Fräulein von S... (1916, Slečna ze S...), povídka, pod pseudonymem Red Marut,
- Der Ziegelbrenner 1.–4. (1917–1921), časopis vydávaný v Mnichově pod pseudonymem Red Marut (od roku 1919 ilegálně), vydal v něm například také svou groteskní povídku Der Blaugetupfte Sperling (1919, Modře puntíkovaný vrabec).
- Die Baumwollpflücker (1925, Česači bavlny), román popisující (někdy až naturalisticky) zážitky několika bílých i indiánských chudáků, proletářských trampů a prostitutek putujících pro Mexiku za prací. Vycházel nejprve na pokračování v deníku německé sociálně-demokratické strany Vorwärts, knižně vyšel roku 1926 pod názvem Der Wobbly, další vydání byly opět pod původním názvem.
- Das Totenschiff (1926, Loď mrtvých), román, příběh amerického námořníka, který zmeškal odjezd své lodi, na které mu zůstal jeho průkaz totožnosti (námořnická knížka). Stal se tak vyhnancem a nutnost najít si zaměstnání ho pak donutila k tomu, že se nechal najmout na loď vezoucí bezcenný, ale vysoko pojištěný náklad, na loď kterou makléři pro vysoké pojistné odsoudili ke zkáze, na loď mrtvých.
- Der Schatz der Sierra Madre (1927, Poklad na Sierra Madre), westernově laděný román ze života ve středním Mexiku, kdy nemožnost sehnat práci donutí hlavní hrdiny vypravit se za tajemným a pověstmi opředeným zlatým dolem kdesi v pohoří Sierra Madre. Román líčí zhoubné působení zlata na lidskou povahu a na vzájemné vztahy lidí.
- Der Busch (1928, Džungle), sbírka dvanácti povídek, rozšířeno roku 1930 o dalších osm povídek.
- Land des Frühlings (1928, Země jara), cestopis,
- Die Brücke im Dschungel (1929, Most v džungli), poeticky laděný román plný pochopení pro magickou víru indiánů vypráví příběh o zmizení a smrti indiánského chlapce uprostřed příprav k taneční zábavě. Román je oslavou nejen mateřské lásky ale i lásky k životu vůbec, přestože jde o chudý a ubožácký život v tropickém vedru nemilosrdné džungle za téměř nelidských sociálních podmínek.
- Die weiße Rose (1929, Bílá růže), román o rozpínavosti americké petrolejářské společnosti, jejíž představitelé se neštítí ani vraždy, aby se zmocnily indiánské haciendy Bílá růže, pod níž je naleziště ropy.
- tzv. Mahagonový cyklus, série šesti románů odehrávající se v Mexiku v letech 1910–1917 a zobrazující neradostný život peónů, povozníků, lesních a dalších dělníků indiánského ale i bělošského původu a také jejich vzpouru proti utlačovatelům, Cyklus se skládá z těchto románů:

1. Der Karren (1931, Kareta), česky též jako Kára, první část cyklu, příběh lásky indiánského chlapce, kterého pán prohrál v kartách, a negramotné indiánské dívky, která utekla ze služby, aby se zachránila před znásilněním. Hlavní mužské postavy, Andres and Manuel, sehrají významnou roli v pozdějším povstání v džungli.
2. Die Regierung (1931, Diktatura), druhá část líčí život mexické indiánské chudiny za vlády despotického prezidenta Porfiria Diaze, která je nucena k těžké práci v dolech a k těžbě mahagonového dřeva.
3. Der Marsch ins Reich der Caoba (1934, Pochod do říše mahagonu). V této části je líčen vyčerpávající pochod najatých nebo dokonce unesených indiánských dělníků hlídaných ozbrojenou stráží, aby nemohli uprchnout, do obávaných pracovních táborů v pralese na místo těžby mahagonového dřeva.
4. Die Troza (1936, Kmen), česky též jako V říši mahagonu. Čtvrtá část cyklu se odehrává v tropických mahagonových pralesích, kde domorodí Indiáni musí dobývat pro americké a španělské obchodní společnosti vzácné mahagonové dřevo (mahagonové kmeny nebo klády nesou název trozy) za nesmírně těžkých pracovních (neúměrně dlouhá pracovní doba, zneužívání dětské práce) i životních podmínek v pracovních táborech pod ozbrojenou stráží (dělníci otupení nelidskou dřinou a propadlí alkoholu upadají stále hlouběji do dluhů, protože životní potřeby jsou nuceni kupovat od zaměstnavatelů za neslýchaně vysoké ceny, a mají také vysokou úmrtnost).
5. Die Rebellion der Gehenkten (1936, Vzpoura pověšenců). V páté části je popsána vzpoura indiánských dělníků těžících za nelidských podmínek (při nesplnění denního limitu dřeva jsou pověšeni celou noc za zápěstí, odtud termín pověšenec) mahagonové dřevo za pomoci několika bělochů (uprchlých vězňů internovaných pro šíření revolučních myšlenek).
6. Ein General kommt aus dem Dschungel (1940, Generál přichází z džungle). Závěrečná část cyklu zachycuje vzpouru dřevorubeckých dělníků, která je namířena proti nenáviděnému diktátorovi v sídelním městě a kterou vede jedenadvacetiletý dělník indiánského původu, jenž díky své samorostlé taktice zdolává mnohem silnější policejní a vojenské jednotky.

- Sonnen-Schöpfung (1936, Stvoření slunce), česky jako O člověku, který stvořil slunce, indiánská pověst,
- Macario (1950), novela napsaná původně anglicky po názvem The Healer (Léčitel),
- Der Banditendoktor (1954, Lékař banditů), sbírka povídek,
- Der dritte Gast und andere Erzählungen (1958, Třetí host a jiné povídky),
- Aslan Norval (1960, Aslan Norvalová), román o bohaté ženě, která chce vystavět vodní kanál napříč Spojenými státy. Existují pochybnosti o Travenově autorství.

## Filmové adaptace
- The Treasure of the Sierra Madre (1948, Poklad na Sierra Madre), americký film, režie John Huston, v hlavní roli Humphrey Bogart. Film získal dva Oscary (za režii a scénář) a byl Americkým filmovým institutem vybrán mezi sto nejlepších amerických filmů všech dob.[12]
- La rebelión de los colgados (1954, Vzpoura pověšenců), mexický film, režie Alfredo B. Crevenna a Emilio Fernández,
- Canasta de cuentos mexicanos (1956), mexický film podle Travenových povídek, režie Julio Bracho,
- Der Banditendoktor (1957, Doktor banditů), německý televizní film, režie Peter A. Horn,
- Das Totenschiff (1959, Loď mrtvých), německý film, režie Georg Tressler, v hlavních rolích Horst Buchholz a Mario Adorf,
- Macario (1960), mexický film, režie Roberto Gavaldón,
- Rosa blanca (1961, Bílá růže), mexický film, režie Roberto Gavaldón,
- Días de otoño, (1963, Podzimní), mexický film podle Travenovy povídky, režie Roberto Gavaldón,
- Die Baumwollpflücker (1970, Česači bavlny), německý televizní film, režie Jürgen Goslar,
- The Bridge in the Jungle (1971, Most v džungli), americko-mexický film, režie Pancho Kohner,
- La rebelión de los colgados (1986, Vzpoura pověšenců), mexický film, režie Juan Luis Buñuel.

## Česká vydání
- Loď mrtvých, Mil. Dolínek, Praha 1931, přeložil Artuš Černík, znovu Práce, Praha 1949,
- Poklad na Siere Madře, Mil. Dolínek, Praha 1931, přeložil Ivan Olbracht,
- Česači bavlny, Mil. Dolínek, Praha 1931, přeložil Josef Mach,
- Kára, Mil. Dolínek, Praha 1931, přeložil Josef Mach,
- Bílá růže, Kruh, Praha 1936, přeložil Ivan Olbracht, Práce, Praha 1949,
- Vzpoura pověšenců, Lidová kultura, Praha 1937, přeložily Věra Patříková a Helena Matoušková, znovu Práce, Praha 1950
- Most v džungli, Kruh, Praha 1937, přeložila Jiřina Fischerová,
- Džungle, Lidová kultura, Praha 1938, přeložila Věra Patříková,
- O člověku, který stvořil slunce, F. J. Müller, Praha 1938, přeložil Vincenc Svoboda,
- Stvoření slunce. Indiánská legenda, Kruh, Praha bez data, přeložil Dr. Ot. Kunstovný
- Lékař banditů, Pavel Prokop, Praha 1940, překladatel neuveden,
- Pochod do říše mahagonu, Jihočeské nakladatelství Bratří Římsové, Blatná 1946, přeložil C. A. M. Hess,
- Loď mrtvých, Václav Škubal, Praha 1946, přeložila Jiřina Vaněčková,
- Carreta, Václav Škubal, Praha 1946, přeložila Jiřina Vaněčková,
- Džungle, Václav Škubal, Praha 1947, přeložila Jiřina Vaněčková,
- Diktatura, Družstvo Dílo, Praha 1947, přeložila Olga Kořánová,
- Česači bavlny, Práce, Praha 1948, přeložil Rudolf Vápeník a Petr Bláha, znovu 1949,
- Poklad na Sierra Madre, Melantrich, Praha 1950, přeložil Rudolf Vápeník a Valter Feldstein, znovu Práce, Praha 1952, SNKLHU, Praha 1956 a Svoboda, Praha 1973,
- V říši mahagonu, Práce, Praha 1955, přeložil Rudolf Vápeník,
- Most v džungli, SNKLHU, Praha 1957, přeložil Rudolf Vápeník,
- Vzpoura pověšenců, Mladá fronta, Praha 1962, přeložil Bedřich Bösser, znovu Svoboda, Praha 1974,
- Bílá růže, Naše vojsko, Praha 1963, přeložila Anna Siebenscheinová, Svoboda, Praha 1979,
- Lékař banditů, SNDK, Praha 1967, přeložil Rudolf Vápeník,
- Loď mrtvých, Mladá fronta, Praha 1968, přeložil Bohumil Franěk, znovu 1973 a Svoboda, Praha 1980,
- Generál přichází z džungle, Svoboda, Praha 1973, přeložila Anna Vovsová,
- Kmen, Orbis, Praha 1976, přeložila Angelika Šimková,
- Noční návštěva, Svoboda, Praha 1977, přeložila Anna Vovsová, obsahuje Noční návštěva v buši, Macario, Stvoření slunce a Most v džungli,
- Kareta, Svoboda, Praha 1978, přeložila Anna Vovsová,
- Diktatura, Svoboda, Praha 1981, přeložila Anna Vovsová,
- Pochod do říše mahagonu, Svoboda, Praha 1982, přeložila Anna Vovsová,
- Česači bavlny, Svoboda, Praha 1984, přeložila Anna Vovsová,